# Fine sko med spænder
Fine sko med spænder er en Hercule Poirot – krimi fra 1940, hvor Agatha Christie sender sin detektiv på et tandlægebesøg. Kort efter opsøges han af James Japp fra Scotland Yard, som oplyser ham om, at tandlægen har begået selvmord.

## Plot
Poirot efterforsker sagen, og det viser sig, at der muligvis er tale om et drab, selv om det umiddelbart er vanskeligt at finde
en patient, som havde et motiv til at dræbe tandlægen. Da der indtræffer endnu et drab er det klart, at der er tale om overlagt mord. Kendskab til engelske børnerim kan hjælpe læseren med at løse gåden.
I bogen udnytter Christie urolighederne i forbindelse med udbruddet af anden verdenskrig som ramme om fortællingen. Spørgsmålet er blot, om de politiske begivenheder har forbindelse til drabet. En anden mulighed er, at tandlægen havde kendskab til en hemmelighed, som en af patienterne bar på. En tredje, at motivet til drabet var hævn. Pointen afsløres i Agatha Christies fortælleteknik.

## Anmeldelser
En kendt Christie -biografi karakteriser denne roman som et eksempel på Christies "snedighed".  mens en anden betegner plottet som "særligt kompliceret" 

## Bearbejdning
Fine sko med spænder indgår i den tv-serie om Poirot, hvori David Suchet spiller hovedrollen. Den er indspillet i januar 1992. Episoden er vist flere gange på dansk TV, senest på DR1 i efteråret 2009. 